# Bob Lewis (músico)
Robert Curtis Lewis (nascido em 4 de março de 1947) é um compositor e músico americano. Ele é mais conhecido como co-fundador (junto com Gerald Casale) da banda new wave Devo. Ele se formou na Kent State University logo após o tiroteio em Kent State em 4 de maio de 1970.

## Biografia
Bob Lewis nasceu em Akron, Ohio, e jogou basquete brevemente para Bobby Knight na Cuyahoga Falls High School. Ele foi um National Merit Scholar e estudou na Kent State, onde foi o primeiro aluno a se formar em antropologia.
Lewis estudou poesia com o poeta de Black Mountain Ed Dorn, o poeta britânico Eric Mottram e Robert Bertholf, um professor de inglês em Kent que mais tarde foi nomeado curador da coleção de poesia e Charles D. Abbot Scholar na Universidade de Buffalo. 

## Carreira

### Devo
Em 1970, Lewis e Gerald Casale começaram a trabalhar em um tema de evolução em resposta aos tiroteios no estado de Kent.  Em 1971, Lewis, junto com o co-fundador do Devo Casale e Peter Gregg, gravou três canções proto-Devo⁠ —"I Been Refused", "I Need a Chick" e "Auto Modown"⁠— em um equipamento de gravação primitivo localizado sobre a casa de Guido em uma pizzaria em Kent, Ohio. Lewis e Casale escreveram tratados seminais sobre de-evolução para a agora extinta equipe de LA.  Em 1973, eles formaram a banda Devo com Mark Mothersbaugh e, no final de 1974, Bob Mothersbaugh assumiu as funções da banda como guitarrista principal, fazendo com que Lewis assumisse uma posição mais gerencial.
As recomendações de David Bowie e Iggy Pop permitiram que Devo garantisse um contrato de gravação com a Warner Bros.  Em 1978, depois que a banda alcançou o sucesso, Lewis pediu credenciamento e compensação por suas contribuições à banda. A banda se recusou a negociar e processou Lewis no Tribunal Superior do Condado de Los Angeles,  buscando um julgamento declaratório afirmando que Lewis não tinha direitos sobre o nome ou a teoria da evolução. Lewis então entrou com uma ação no Tribunal Distrital dos Estados Unidos para o Distrito Norte de Ohio, alegando roubo de propriedade intelectual. Durante a descoberta, Lewis produziu artigos, materiais promocionais, evidências documentais e uma entrevista com Lewis e os membros da banda  gravada no Akron Art Museum após a estreia de In the Beginning was the End. Na entrevista, Mark Mothersbaugh, o baterista Alan Myers e outros membros da banda creditaram a Lewis o desenvolvimento da teoria da de-evolução. A banda concordou com uma quantia não revelada.
Em 2017, Lewis apareceu no encontro anual de fãs do DEVOtional em Cleveland, apresentando as primeiras canções do Devo com Casale e outros. Este evento foi supostamente a primeira vez que Lewis e Casale se apresentaram juntos em mais de 40 anos. 

### Outros trabalhos
A poesia de Lewis foi publicada em Creedences, Shelley's e na Poetry Review quando Eric Mottram era o editor. Em 1977, lançou um livro de poesia intitulado Viscerally, ilustrado por Fran Fecko e publicado por Tom Beckett. 
Em 1980, Lewis escreveu e cantou a música "Andrea" sob o nome de Hurricane Bob para o álbum de compilação de new wave de Akron , Bowling Balls from Hell  e mais tarde trabalhou em vídeos com os grupos de new wave Tin Huey, Hammer Damage e Human Switchboard. Na década de 1980, enquanto trabalhava como consultor em Damasco, na Síria, foi correspondente no Oriente Médio da revista Rolling Stock, publicada por Ed e Jennifer Dunbar Dorn. 